# Walter Gattow
Walter Gattow (* 11. Februar 1917 in Betzdorf; † 21. Dezember 1995 in Cochem) war ein deutscher Heimatschriftsteller und Redaktionsleiter.

## Leben und Karriere

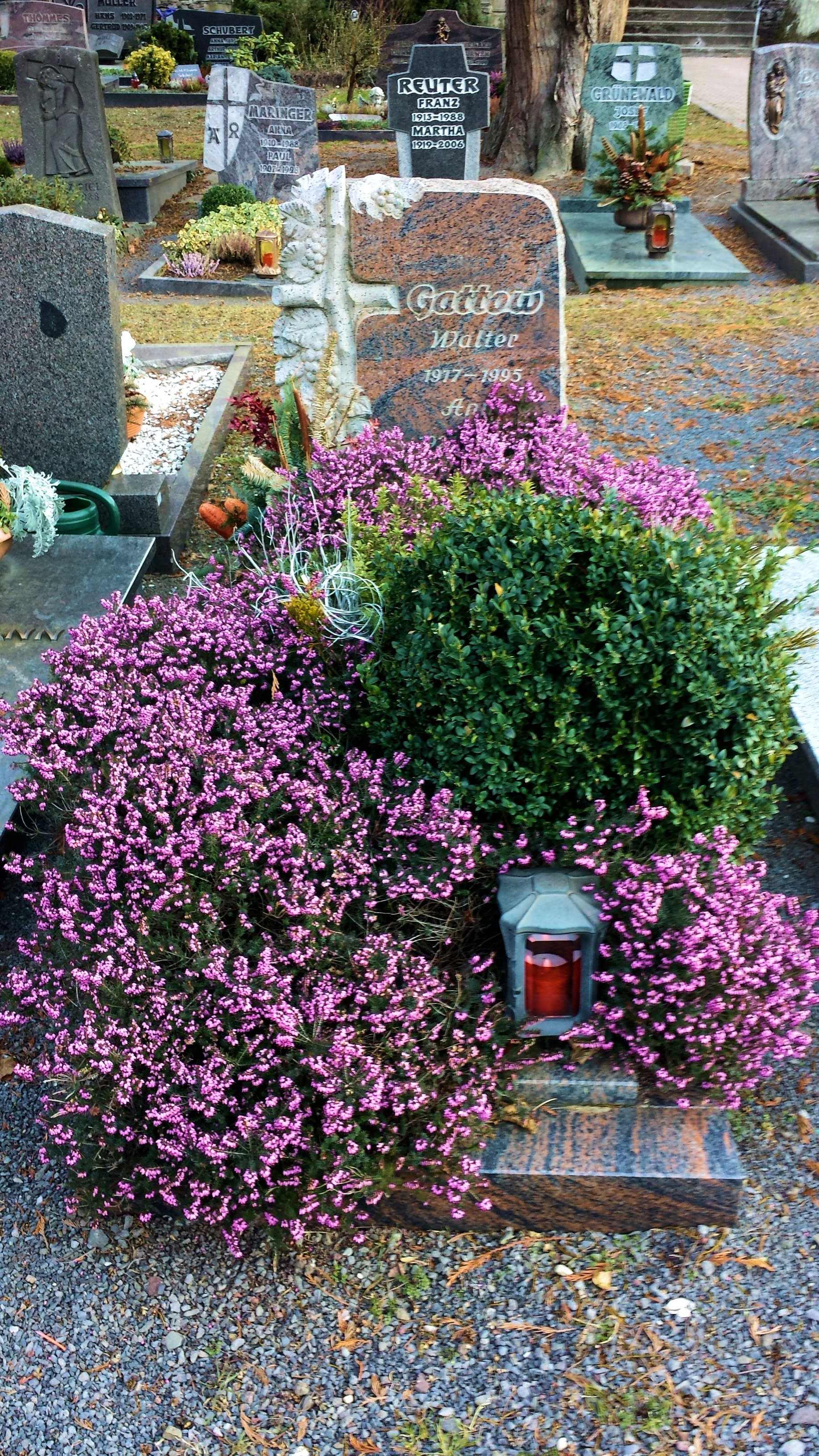
Grab von Walter Gattow in Cochem

Walter Gattow war von 1952 bis zu seinem Ruhestand im Jahre 1982 Redaktionsleiter der Rhein-Zeitung RZ-Lokalredaktion in Cochem. Durch seine zahlreichen Kommentare und Stellungnahmen zu kommunalen, gesellschaftspolitischen und kulturellen Ereignissen trug er als eine Art Grundstein zur demokratischen Meinungsbildung bei. Seine besondere Liebe galt der RZ-Beilage Heimat zwischen Hunsrück und Eifel, die er von 1953 bis zu seinem Tode als allein verantwortlicher Redakteur betreute und die als älteste regelmäßig erscheinende Publikation dieser Art in der deutschen Presse gilt.
In Memoriam Walter Gattow: In seinem Nachruf in der Ausgabe des Jahrbuchs des Kreises Cochem-Zell aus dem Jahre 1997 schreibt der verantwortliche Redaktionsleiter Alfons Friderichs: "Die heimatliche Welt des Kreises Cochem-Zell ist ärmer geworden! Mit Walter Gattow der am 20.12.1995 im Marienkrankenhaus in Cochem verstarb, hat die Moselregion einen ihrer treuesten Söhne verloren".

## Weitere Tätigkeiten
- seit 1957 Chronist der Stadt Cochem
- von 1953 bis 1979 Mitglied des Kulturbeirates (später Kulturausschuss) der Stadt Cochem, von 1957 zugleich 2. Vorsitzender
- von 1962 bis 1979 Vorsitzender des Kreisbildungswerkes bzw. Kreisvolkshochschule
- von 1964 bis 1979 Leiter des Volksbildungswerkes der Stadt Cochem
- von 1972 bis 1980 Mitglied des Partnerschaftsausschusses der Stadt Cochem
- von 1974 bis 1979 Mitglied des Schulausschusses
- 1960er Jahre, Mitglied des Kuratoriums Mosel-Sommer-Akademie des Landkreises
- seit 1985 Mitglied im Redaktionsausschuss für das Kreisjahrbuch Cochem-Zell

## Auszeichnungen
- Große goldene Verdienstnadel des rheinischen Schützenbundes
- 1968: Silbermedaille im Wettbewerb Riviere della Spezia (Italien) für seine Veröffentlichung über die Cinque Terre am Golf von La Spezia
- 1976: Ehrennadel des Landes Rheinland-Pfalz
- 1980: Bundesverdienstkreuz am Bande
- 1983: Wappenteller der Stadt Cochem (höchste Auszeichnung der Stadt)
- 1987: Ehrenzeichen des Deutschen Roten Kreuzes (höchste DRK Auszeichnung)
- 1990: Verdienstorden des Landes Rheinland-Pfalz (9. Verleihung)

Von Vereinen und Verbänden erhielt Walter Gattow weitere Auszeichnungen, u. a. von der Landesverkehrswacht Rheinland-Pfalz, dem Deutschen Laienspielverband und der Jägerschaft.

## Ehrenmitgliedschaften
- 1979 Cochemer Bürgerwehr (Gründungsmitglied)
- 1982 Cochemer Karnevalsgesellschaft
- 1987 Theater- und Heimatverein Pommern (Mosel)
- 1988 Cochemer Schützengesellschaft
- 1989 Ehrenvorsitzender DRK – Stadtverein Cochem
- 1991 Kreisverkehrswacht Cochem-Zell (Gründungsmitglied)
- 1992 Deutscher Laienspielverein